# Shoshana Damari

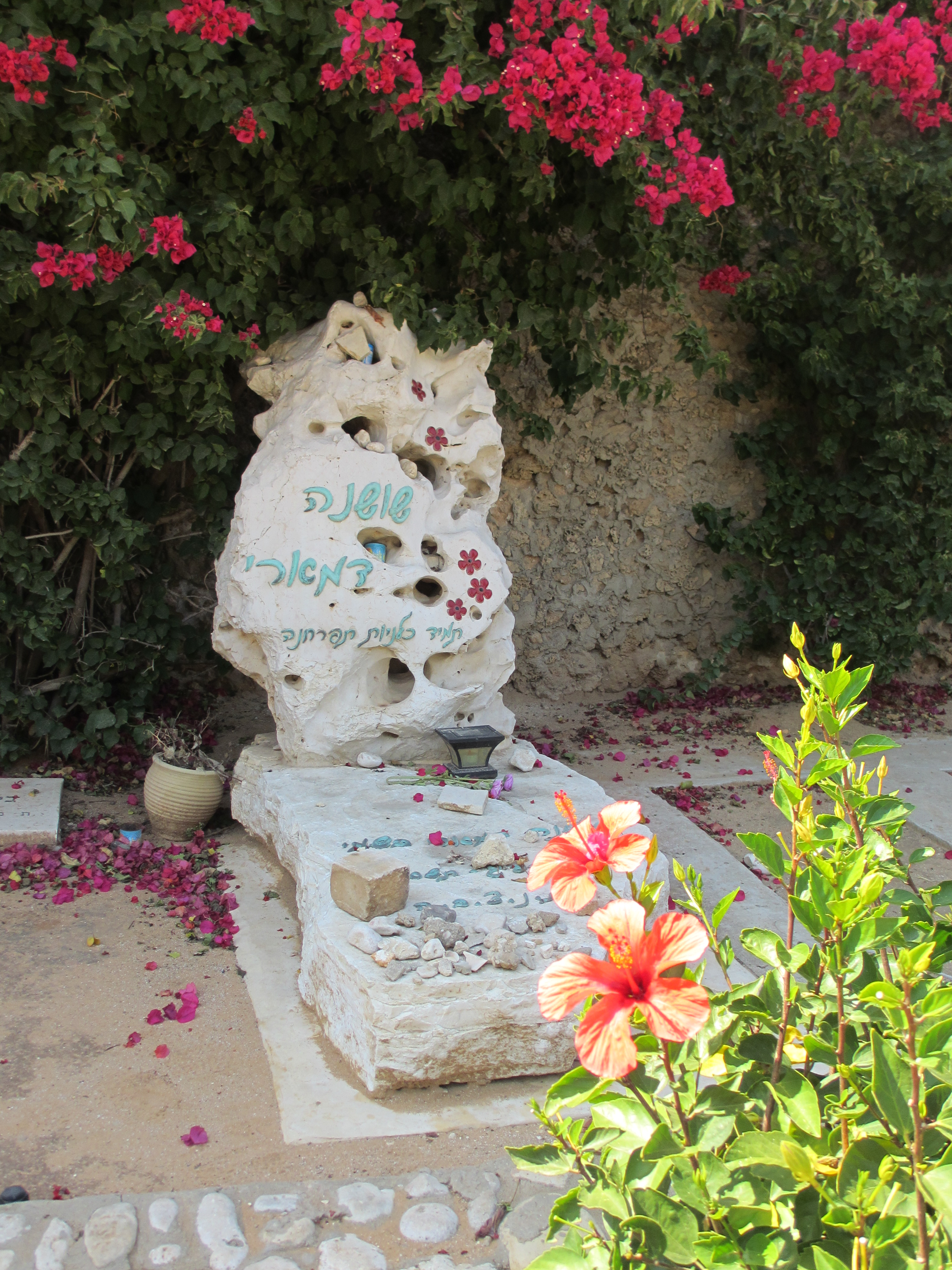
Tombe de Shoshana Damari dans le vieux cimetière de Tel Aviv.

Shoshana Damari (née le 31 mars 1923 - morte le 14 février 2006) est une vedette de la chanson israélienne qui a aussi joué dans deux films.

## Biographie
Née à Dhamar (d'où son nom) au Yémen, Shoshana Damari émigre avec ses parents en Palestine alors sous mandat britannique en 1924. Elle débute très tôt dans la chanson, en accompagnant sa mère, et fait ses débuts à la radio dès l'âge de 14 ans. Elle fait des études de chant et de théâtre.
Très tôt, sa voix d'alto la fait remarquer, ainsi que sa prononciation yéménite de l'hébreu, si caractéristique. Sa réputation va grandissante dès les premières années du jeune État d'Israël, et elle est considérée comme la reine de la chanson israélienne. Son premier disque est publié en 1948.
Elle enregistre des Chants d'Israël, avec un orchestre sous la direction de Moshé Wilensky (en) (Vogue LDM 30.049).
Dans le milieu des années 1980, sa carrière, alors sur le déclin, connaît un rebond à la suite de l'enregistrement d'un duo en compagnie de Boaz Sharabi (en). Elle reçoit le Prix Israël en 1988, pour sa contribution à la chanson israélienne.
En 2005, elle enregistre de nouveau deux chansons, dans l'album Mimaamakim de Idan Raichel, alors numéro un des ventes en Israël.
Elle décède en 2006 à Tel Aviv, d'une pneumonie. Tous[Qui ?] s'accordent pour lui décerner une place prédominante dans la chanson israélienne.

## Filmographie
- 1955 : La colline 24 ne répond plus (en hébreu Giv'a 24 Eina Ona)
- 1956 : B'Ein Moledet (he)